# Vlado Jeknić
Vlado Jeknić (in serbo Владо Јекнић?; Šavnik, 14 agosto 1983) è un ex calciatore montenegrino, di ruolo difensore.